# كينيث ر. ملفين
كينيث ر. ملفين (بالإنجليزية: Kenneth R. Melvin)‏ هو قاضي ومحامي وسياسي أمريكي، ولد في 18 سبتمبر 1952 في فاييتفيل في الولايات المتحدة. نشط حزبياً في الحزب الديمقراطي. وقد انتخب عضو مجلس نواب فرجينيا.